# Gernröder Weg 5a (Quedlinburg)

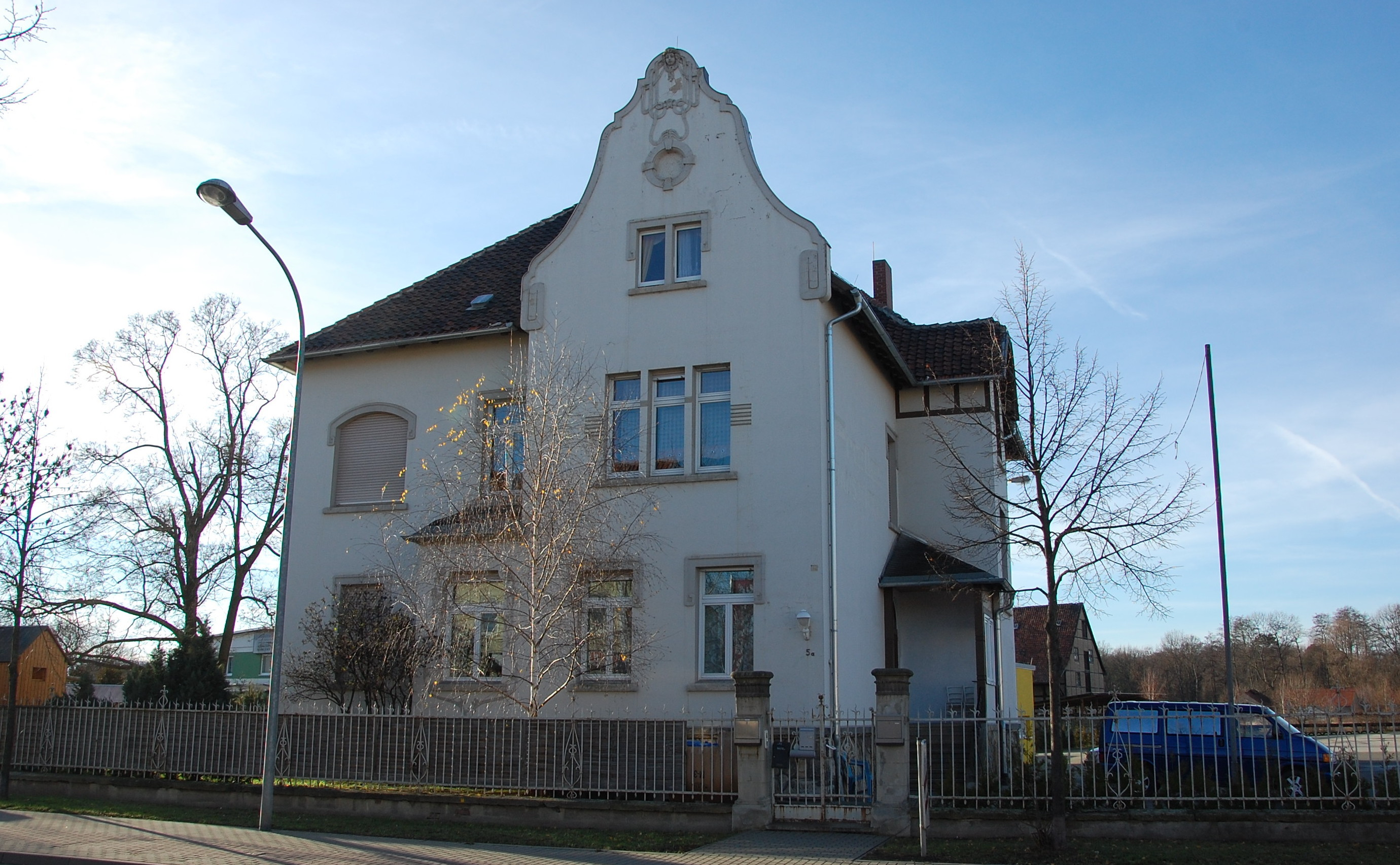
Haus Gernröder Weg 5a

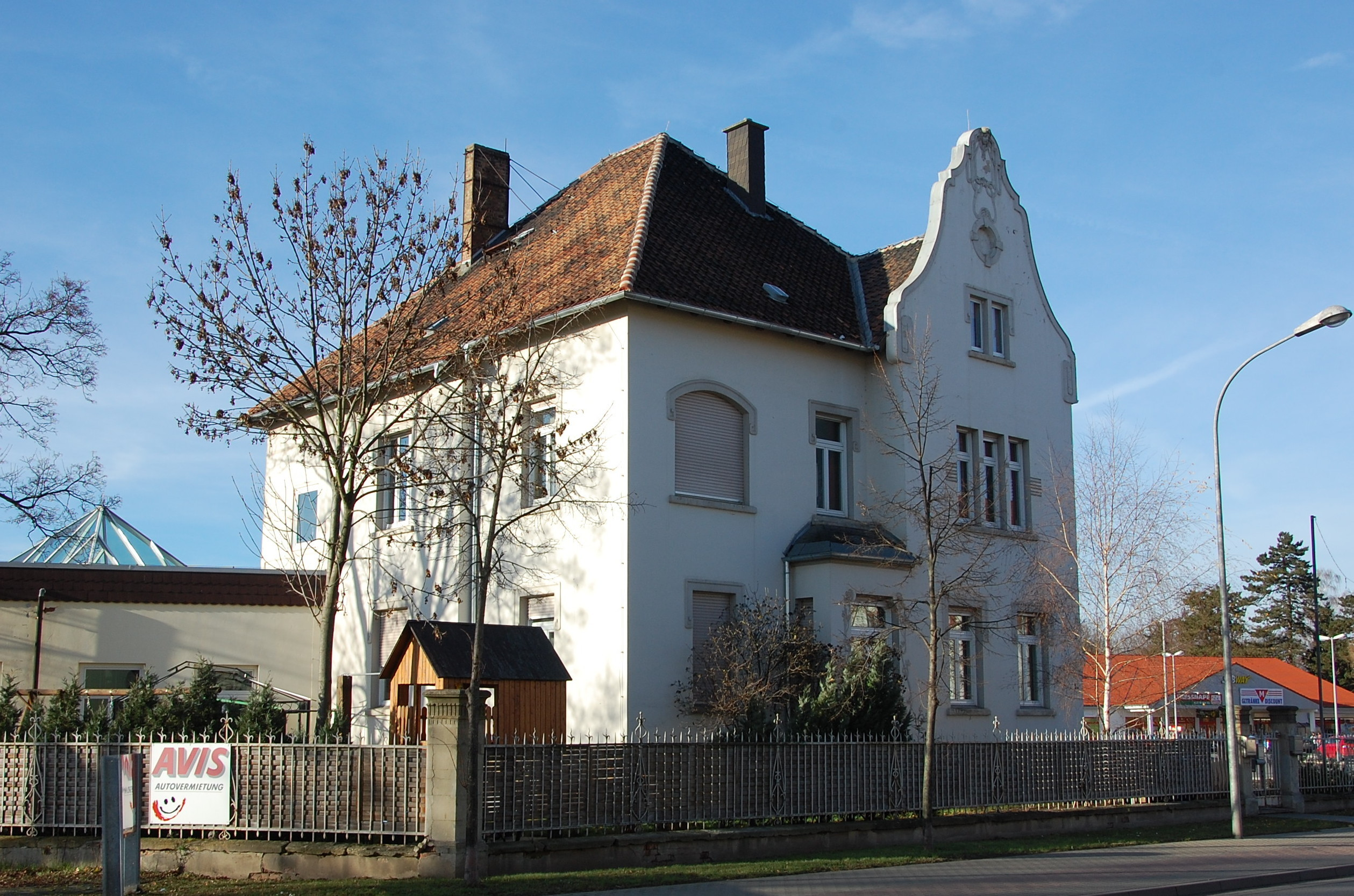
Blick von Südosten

Das Haus Gernröder Weg 5a ist ein denkmalgeschütztes Gebäude in der Stadt Quedlinburg in Sachsen-Anhalt.

## Lage
Es liegt südwestlich der historischen Quedlinburger Altstadt. Im Quedlinburger Denkmalverzeichnis ist es als Villa eingetragen. 

## Architektur und Geschichte
Die zweigeschossige Villa entstand in der Zeit um 1905 im Jugendstil. Der Baukörper weist unregelmäßige Formen auf. Es finden sich sparsam eingesetzte Stuckverzierungen.
Die Grundstückseinfriedung ist schmiedeeisern und im Original erhalten.
Ursprünglich trug die Villa die Hausnummer 6a. Wohl im Zuge einer Neunummerierung erhielt das Grundstück dann Anfang des 21. Jahrhunderts die heutige Hausnummer 5a.